# Godwin Omenaka
Godwin Ekene Omenaka (9 ottobre 2000) è un cestista nigeriano con cittadinanza ungherese.